# Caccia alla spia
Caccia alla spia (Ex-Patriot) è un film del 2017 diretto da Conor Allyn.

## Trama
Ex analista della CIA, Riley Quinn, ha commesso un grave errore e così è dovuta fuggire dagli Stati Uniti d'America in Colombia. Due anni dopo viene contattata da Bill Donovan, ex collega oltre che ex fidanzato, che le propone un'offerta da non rifiutare: una sua completa riabilitazione se riuscirà a smontare un'organizzazione criminale; ma qualcosa andrà storto.